# Hall Beck (River Kent)
Der Hall Beck ist ein Wasserlauf im Lake District, Cumbria, England.
Der Hall Beck geht aus dem Skeggles Water Dyke hervor, der im Skeggles Water entsteht und sich nördlich des Staveley Head Fell in eine größere Zahl kleinerer Arme teilt. Der Hall Beck fließt in südlicher Richtung und mündet nördlich von Staveley in den River Kent.